# Glossostigma elatinoides
Glossostigma elatinoides är en gyckelblomsväxtart som först beskrevs av George Bentham, och fick sitt nu gällande namn av George Bentham och Joseph Dalton Hooker. Glossostigma elatinoides ingår i släktet Glossostigma och familjen gyckelblomsväxter. Inga underarter finns listade i Catalogue of Life.